# Ophiopholis
Ophiopholis is een geslacht van slangsterren uit de familie Ophiactidae.

## Soorten
- Ophiopholis aculeata (Linnaeus, 1767)
- Ophiopholis bakeri McClendon, 1909
- Ophiopholis brachyactis H.L. Clark, 1911
- Ophiopholis japonica Lyman, 1879
- Ophiopholis kennerlyi Lyman, 1860
- Ophiopholis longispina H.L. Clark, 1911
- Ophiopholis mirabilis (Duncan, 1879)
- Ophiopholis pilosa Djakonov, 1954